# Euclidium
Euclidium é um género botânico pertencente à família Brassicaceae, inserida no grande grupo das Angiopérmicas (plantas com flor). Este género compreende duas espécies, a Euclidium syriacum e a Euclidium tenuissimum. São plantas de flor branca nativas da Eurasia.